# Áed mac Eochocáin
Áed mac Eochocáin (mort le 14 septembre 919) est un roi d'Ulaid issu du Dál Fiatach. Il règne de  898 à 919.

## Biographie
Áed mac Eochocáin est le fils de Eochocán mac Áedo et le frère de Muiredach mac Eochocáin tous deux précédents roi d'Ulaid du Dal Fiatach. Muiredach et son co-régent ou Leth-rí  Máel Mocheirge mac Indrechtaig du Leth Cathail tombent en 895/896  sous les coups de Aitith mac Laigni qui appartient à une lignée de la dynastie du Dál nAraidi connu sous le nom de  Uí Echach Cobo dont le pouvoir est centré sur l'ouest de l'actuel comté de Down. Ce dernier doit faire cependant  un face à un compétiteur lui aussi du Dál nAraidi Cenn Étig mac Lethlobair  mais qui est le fils de l'ancien roi d'Ulaid Lethlobar mac Loingsig (mort en 873).
Après le meurtre d'Aitith mac Laigni par ses propres partisans en 898, Áed mac Eochocáin lui succède et la mort de Cenn Étig mac Lethlobair deux ans plus tard le laisse roi incontesté d'Ulaid. On ignore tout de son règne mais sa mort lors d'un grand combat à la bataille d'Islandbridge contre les vikings du royaume de Dublin alliés pour l'occasion aux « Hommes du Leinster » le 14 septembre 919 au côté de l'Ard ri Erenn Niall Glúndub et de six autres rois ou héritiers des royaumes du nord de l'Irlande est mentionnée par les chroniques d'Irlande qui lui attribuent le titre de « Roi de la province de Conchobor  » .
Áed mac Eochocáin laisse quatre fils dont trois seront ensuite rois d'Ulaid 
- Dubgall mac Áeda de 919-925
- Matudán mac Áeda de 937-950
- Máel Duin  mac Áeda (mort en 924)
- Niall mac Áeda de  970-971

## Sources
- Annales d'Ulster sur  sur University College Cork
- (en) Francis John Byrne, (2001), Irish Kings and High-Kings, Dublin: Four Courts Press  (ISBN 978-1-85182-196-9)
- (en) Charles-Edwards, T. M. (2000), Early Christian Ireland, Cambridge: Cambridge University Press  (ISBN 0-521-36395-0)